# ورزشگاه شهر تووز
ورزشگاه شهر تووز (به ترکی آذربایجانی: Tovuz şəhər stadionu) یک ورزشگاه چند منظوره با کاربرد حداکثری مسابقات فوتبال در شهر تووز کشور جمهوری آذربایجان و متعلق به باشگاه فوتبال توران تووز با گنجایش استاندارد ۱۰٬۰۰۰ نفری به سال ۱۹۷۹ ساخته شده‌است. در حال حاضر بازی‌های خانگی تیم فوتبال باشگاه فوتبال توران تووز در این ورزشگاه برگزار می‌شود.